# Ці неслухняні сини
Ці неслухняні сини (рос. Эти непослушные сыновья) — радянський трисерійний художній телефільм 1976 року, знятий Центральним телебаченням СРСР.

## Сюжет
Фільм розкриває процес формування кращих якостей молодої людини в атмосфері творчої праці. Героя фільму Андрія Єрмакова відрізняють висока вимогливість до себе і до оточуючих його людей, почуття відповідальності, прагнення до активної праці колективу.

## У ролях
- Борис Щербаков — Андрій Єрмаков
- Римма Бикова — Поліна Іванівна Єрмакова, мати Андрія
- Олена Кондратова — Олена
- Софія Павлова — Тамара Яківна, мати Олени
- Ніна Антонова — Маринка
- Віра Орлова — Ольга Григорівна, сусідка
- Олексій Шейнін — Гриша
- Олександр Граве — Олексій Петрович, батько Гриши
- Володимир Самойлов — Микита Степанович Гладков
- Валерій Хлевинський — Данілін
- Олександр Хотченков — Петро
- Наталія Ричагова — Зіна
- Владислав Долгоруков — Васюта
- Олексій Жарков — Олег
- Ігор Негода — Кешка
- Володимир Бамдасов — робітник
- Наталія Лихачова — трактористка
- Юрій Волков — літній робітник
- Сергій Єремєєв — епізод
- В'ячеслав Юрченко — епізод
- Григорій Лямпе — офіціант

## Знімальна група
- Режисер — Геннадій Павлов
- Сценарист — Василь Чічков
- Оператор — Владислав Єфімов
- Композитор — Марк Фрадкін
- Художник — Віктор Лєсков